# 永康州 (云南)
永康州，中国清朝时设置的州。
清德宗光绪三十四年（1908年），设委员治理镇康州，清逊帝宣统二年（1910年），改镇康州置永康州。治所在今云南省永德县东北永康镇。以所属永昌府的“永”和所处镇康坝子的“康”字组合成州名。1913年改为永康县。